# 사쿠라다니촌 (도야마현)
사쿠라다니촌(桜谷村)은 도야마현 네이군에 있던 촌이다.

## 역사
- 1889년 4월 1일 - 정촌제 시행에 의해 네이군 사쿠라다니촌이 성립하였다.
- 1920년 4월 1일 - 도야마시에 편입되었다.

## 참고문헌
- 『市町村名変遷辞典』東京堂出版、1990年。